# Baie de Western Port
La baie de Western Port, connue aussi sous les noms de Western Port ou de Western Port Bay, est une grande baie de Victoria en Australie, s'ouvrant sur le détroit de Bass. Elle est la deuxième plus grande baie de Victoria. Géographiquement, la baie est occupée par deux grandes îles : French Island et Phillip Island. Contrairement à ce que son nom pourrait laisser penser, la baie se trouve à l'est de la baie de Port Phillip, et est séparée d'elle par la péninsule de Mornington.
Western Port est reconnu site Ramsar depuis 1982 ainsi que réserve de biosphère par l'Unesco en 2002.

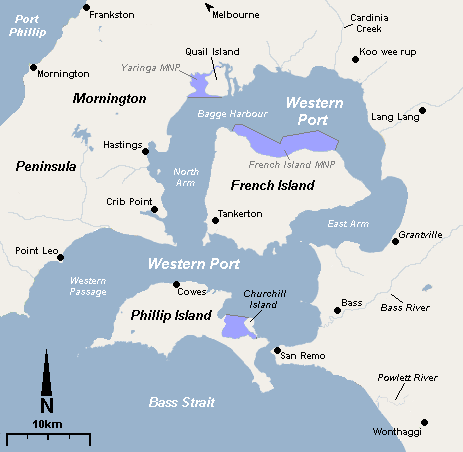
Carte de la baie de Western Port

## Histoire
La région environnant la baie appartenait autrefois à la nation Boonwurrung, avant l'arrivée des Européens. La baie fut aperçue pour la première fois en 1798, quand une équipe d'exploration, embarquée dans une baleinière sous les ordres de George Bass, partit de Sydney vers le sud pour explorer la côte du sud-est australienne. À cause d'un manque de nourriture, l'expédition fut arrêtée, et resta deux semaines à Western Port avant de repartir pour Sydney. Puisqu'il s'agissait du point le plus à l'ouest enregistré à l'époque, la baie fut nommée Western Port, toutefois elle se trouve en réalité dans la moitié est de l'État de Victoria et à l'est de la baie de Port Phillip et du Grand Melbourne.